# Caranguejo-de-água-doce-de-malta
O Caranguejo-de-água-doce-de-malta (Potamon fluviatile) é um dos invertebrados mais curiosos dos que se podem encontrar na Europa. Este caranguejo abandonou o mar, e vive e reproduz-se em pequenos ribeiros e lagos no interior das florestas. Os seus ancestrais provêm da Ásia, e foram representados em moedas das antigas Mesopotâmia e Grécia.
A sua carapaça atinge entre 3,5 e 4,5 cm de largura, e prefere águas duras. Ao contrário da maior parte dos caranguejos de água doce, não precisa de voltar ao mar para a reprodução.

## Taxonomia
O Caranguejo-de-água-doce-de-malta foi classificado por Johann Friedrich Wilhelm Herbst (1743 - 1807) em 1785, no seu Naturgeschichte der Krabben und Krebse (1782-1804, 3 volumes), que foi uma das primeiras tentativas de fazer um levantamento completo da Ordem Decapoda. Criaram-se muitas subespécies relacionadas com o Potamon fluviatile, mas presentemente não são consideradas válidas.

## Distribuição e Diversidade
Embora existam evidências de que já estiveram presentes em grande parte dos países mediterrânicos, do Norte de África aos Balcãs, actualmente a sua presença é confirmada apenas na Grécia, Albânia, Croácia e Malta. Em Itália, ocorre na Sicília, a Oeste dos Montes Apeninos, Sardenha e Ligúria, e o seu habitat consiste de rios e ribeiros, lagos, arrozais, e outros.

## Descrição física
O corpo, de coloração castanha-acizentada com marcas amareladas, divide-se em três segmentos: cabeça, tórax e abdómen. As primeiras duas (que formam o cefalotórax) são protegidas por uma carapaça quitinosa. A cabeça é munida de um aparelho bucal mastigatório, munido de duas mandíbulas e dois pares de maxilas. Os olhos, suportados por um pedúnculo, podem ser recolhidos nas cavidades orbitais. O abdómen é recurvado e, na fêmea, apresenta uma bolsa abdominal para a incubação dos ovos e transporte das crias.
O primeiro par de membros é sobredimensionado, com pinças robustas de cor avermelhada, utilizadas para defesa, predação, manipulação e escavação. Os outro quatro pares têm função locomotora. Nos machos adultos, é normal que uma das pinças, geralmente a direita, apresente dimensões superiores às da outra.

## Ecologia e Comportamento
Vive em tocas cavadas nas margens submersas dos rios e lagos de água doce. Tolera taxas baixas de humidade, o que lhe permite abandonar a água e penetrar em solo seco algumas dezenas de metros.
Quando as temperaturas são baixas, é raro encontrar um exemplar fora da sua toca: esta espécie é mais activa da Primavera ao Outono, e é diurna, embora à medida que os dias aquecem prefira sair da toca só depois do Sol se pôr.
Os machos são mais sedentários e permanecem quase permanentemente no interior da água, enquanto que as fêmeas (mais pequenas que os machos e mais rápidas) aventuram-se mais frequentemente em terra seca, já que precisam de uma dieta mais rica para produzir os ovos.
Existem outras espécies de crustáceos a viver em habitats de água doce na Europa, mesmo que necessitem de condições ligeiramente diferentes: o tímido Lagostim Europeu (Austropotamobius) e o agressivo e maior lagostim-vermelho-da-louisiana (Procambarus clarkii), uma espécie invasora proveniente dos Estados Unidos da América. Recentemente, a Universidade de Florença, para melhor perceber o equilíbrio de forças e a distribuição destes crustáceos nos cursos de água europeus, fez uma série de experiências que envolviam lutas entre as diferentes espécies: surpreendentemente, o caranguejo demonstrou uma evidente superioridade, mesmo em relação ao feroz lagostim americano.
Com um temperamento agressivo, hábitos nocturnos e o tamanho de uma mão, o Potamon não é um alvo fácil para predadores, mas é particularmente vulnerável à poluição e degradação do habitat (embora exista uma curiosa população no centro histórico de Roma, na área do Fórum de Trajano).
A sua população tem diminuído notavelmente, em toda a sua área de distribuição, encontrando-se classificada pelo Red Data Book for the Maltese Islands  como espécie em perigo crítico no que diz respeito ao seu estado de conservação, embora ainda não conste na Lista Vermelha da IUCN.

## No aquário
Estes crustáceos são omnívoros e detritívoros, podendo nutrir-se a partir de uma variedade de alimentos, como pequenos insectos, caracóis ou outros invertebrados. Se a oportunidade surgir, podem mesmo atacar um peixe debilitado. Também se alimentam de detritos vegetais, algas e musgos. No aquário aceitam prontamente qualquer tipo de alimento comercial, e vegetais.
No período reprodutivo, os machos procedem a lutas rituais, para sancionar o direito à fêmea, embora uma fêmea possa ter mais do que um parceiro. A cópula e consequente postura ocorrem geralmente no final da Primavera (eclodindo os ovos no Verão), embora possam acontecer mais tarde. O macho deposita na fêmea um saco de esperma, que ela pode conservar entre algumas semanas a um ano num receptáculo específico. A fecundação dos ovos (cerca de 200), depositados pela fêmea na bolsa abdominal, é feita subsequentemente. O desenvolvimento dos ovos prossegue no abdómen da fêmea, eclodindo depois de cerca de 40 dias. Durante cerca de duas semanas, as crias são transportadas e protegidas pela progenitora na região abdominal, até que assumem a sua autonomia.
As crias são exclusivamente aquáticas durante os primeiros meses (sem nenhum estágio em água salgada ou salobra, ao contrário da maior parte dos caranguejos das florestas tropicais), antes de se aventurarem em solo seco.
Os Potamon fluviate foram recolhidos na Grécia em cursos de água com temperaturas entre os 12 e os 27°C, e pH entre 7,1 e 8,6, com profundidades entre os 4 e os 110 cm.